# Ensom / Lonely
Ensom (deutsch: Einsam) ist der Titel eines Lieds der dänischen Sängerin Medina. Das Lied wurde von Medina, Rasmus Stabell und Jeppe Federspiel geschrieben. Produziert wurde das Lied vom dänischen Duo Providers, bestehend aus Stabell und Federspiel.
Für die englische Übersetzung Lonely wurde zusätzlich die amerikanische Sängerin Terri Bjerre engagiert.

## Hintergrundinformationen

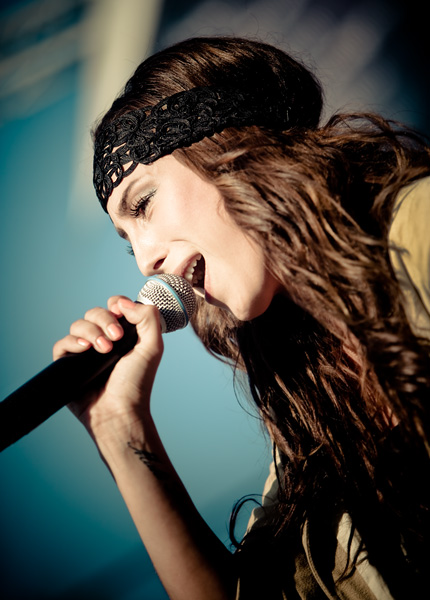
Medina. (2009)

Die dänische Version des Lieds, Ensom wurde im November 2009 nach Velkommen Til Medina als dritte Singleauskopplung aus dem gleichnamigen Album veröffentlicht. Auch Ensom wurde ein Erfolg in Dänemark und erreichte Platz 2 der Singlecharts. Kurz darauf wurde das Lied mit Platin für 15.000 verkaufte Einheiten ausgezeichnet. Ensom war insgesamt 43 Wochen in den Top 75 der dänischen Singlecharts.
Medina sang das Lied 2010 beim Finale der dänischen Version der Castingshow The X Factor mit dem Gewinner Thomas Ring Petersen. Außerdem sang sie Ensom in einer der größten Weihnachtsshows Dänemarks. Dabei wurde sie von einer Big Band begleitet. Medina stellte das Lied in Deutschland erstmals bei The Dome 55 vor.
Aufgrund des großen Erfolgs wurde das Lied für Medinas internationales Debüt Welcome To Medina ins Englische übersetzt. Lonely wurde am 3. September 2010 als zweite Singleauskopplung nach You & I veröffentlicht. Lonely stieg in der ersten Woche auf Platz 33 der deutschen Singlecharts ein und erreichte in der dritten Chartwoche seine Höchstposition auf Platz 26.

## Lied

### Musikalische Gestaltung
Ensom und Lonely sind Elektro- und Europop-Lieder. Musikalisch sind sie eine „Kombination aus satten Bässen, elektronischen Elementen, großflächigen Synthesizer-Landschaften, pappigen Beats und poppigen Melodien“. Im Hintergrund ist eine Gitarre zu hören. Die dänische Version ist ungefähr eine Minute länger als die englische Übersetzung.

### Thematik
Die Texte der beiden Lieder handeln vom Verlassenwerden. In den Strophen singt Medina über die gemeinsame Zeit, wie sie sich bei ihrem Partner geborgen gefühlt hat und über die ersten Probleme. Der Refrain handelt vom Leben nach der Trennung. Medina wünscht ihrem ehemaligen Partner die Einsamkeit an den Hals, dafür, dass er sie verlassen hat. Außerdem sampelt Lonely Medinas Lied You & I.

## Kritikerstimmen
Kritiker reagierten gemischt auf das Lied. Matthias Reichel von cdstarts.de lobte den Musikstil und die Komposition von Lonely, schrieb aber weiterhin: „Lediglich die leicht unterkühlte Attitüde im Gesang der 27-Jährigen passt nicht in diese 90er-Jahre-Revue.“ Pooltrax.com schrieb in der Albumkritik, dass Medina „mit […] Lonely versucht […] ihr Dance-Niveau zu halten, kann aber mit der Debütsingle nicht mithalten,“ Heute.At nennt Lonely ein Lied mit hypnotisierendem Sound auf einen Refrain zum Mitsingen.

## Musikvideo
Das Musikvideo zu Ensom wurde von dem dänischen Regisseur Tomace gedreht. Es zeigt Medina in einem großen Saal, flankiert von zwei Tänzern, von denen einer Medinas Freund ist. Ihr gegenüber sitzt eine Person, die an einen Stuhl gefesselt ist und dessen Gesicht verhüllt ist. Medina beginnt, der Person ins Ohr zu flüstern und setzt ihr einen Kuchen vor. Dieser Kuchen hat die Form eines Herzens, das in der Mitte auseinandergebrochen ist, der Belag besteht aus Maden. In einer anderen Szenen ist Medina auf einem prachtvollen Sessel zu sehen, wie sie einen ausgestopften Wolf streichelt und in die Kamera singt. Später stellt sich heraus, dass die gefesselte Person Medina selbst ist.
Tomace, der Regisseur des Videos, schrieb auf seiner Webseite, dass er bei dem Musikvideo anders vorgegangen sei als sonst: „Ich wollte eine simple Geschichte erzählen an einer Location, und kein überflüssiges Nachbearbeiten. Normalerweise sind Popvideos sehr schnell, mit vielen Bilder und Eindrücken. Dieses Video nicht. Viele Leute haben mich nach dem Konzept gefragt, denn sie verstehen das Ende des Videos nicht. Selbstverständlich gibt es mehrere Sichtweisen, aber was Medina und ich mit dem Video sagen wollten war: Es ist nicht immer die Schuld des anderen, wenn eine Beziehung kaputt geht und man sich einsam fühlt. Manchmal liegt es an Dir, und Du merkst es nicht, bis es zu spät ist.“
Das Musikvideo zu Lonely wurde im Sommer 2010 in Berlin gedreht. Das Video hat keine bestimmte Handlung, sondern zeigt Medina erneut mit ihren Tänzern, die vor mehreren verschiedenen Hintergründen tanzen und Leuchtröhren als Tanzstäbe benutzen.

## Titelliste

### Ensom
| Download (Single) 1. Ensom (Radio Edit) – 3:25 | Download (Remixes – EP) 1. Ensom (Radio Edit) – 3:25 2. Ensom (Svenstrup & Vendelboe Remix) – 4:47 3. Ensom (Ronen Dahan Remix) – 4:15 4. Ensom (Jay Adams Remix) – 7:03 5. Ensom – 4:11 6. Ensom (Akustisk Mix) – 4:14 |

### Lonely
| CD-Single 1. Lonely – 3:11 2. Lonely (Svenstrup & Vendelboe Remix) – 4:48 | Download 1. Lonely (Single Edit) – 3:12 2. Lonely (DBN RMX) – 5:19 3. Lonely (Svenstrup & Vendelboe Remix) – 4:50 4. Lonely (Massimo Nocito & Jewelz Remix) – 6:13 5. Lonely (Plastik Funk’s Dirty House RMX) – 7:28 6. Lonely (Gooseflesh Remix) – 5:29 |

## Kommerzieller Erfolg

### Chartplatzierungen
| ChartsChartplatzierungen | Höchstplatzierung | Wochen |
| ------------------------ | ----------------- | ------ |
| Dänemark (IFPI/Nielsen)  | 2 (43 Wo.)        | 43     |
| Deutschland (GfK)        | 26 (11 Wo.)       | 11     |
| Österreich (Ö3)          | 46 (6 Wo.)        | 6      |

### Auszeichnungen für Musikverkäufe
| Land/Region     | Auszeichnungen für Musikverkäufe (Land/Region, Auszeichnung, Verkäufe) | Verkäufe |
| --------------- | ---------------------------------------------------------------------- | -------- |
| Dänemark (IFPI) | Platin                                                                 | 15.000   |
| Insgesamt       | 1× Platin ·                                                            | 15.000   |

## Mitwirkende
- Songwriting: Medina Valbak, Rasmus Stabell, Jeppe Federspiel, Terri Bjerre[18]
- Vocals: Medina
- Produktion, Instrumente: Providers (Stabell, Federspiel)
- Mastering, Abmischung: Anders Schuman, Providers